# Háczky család
A csengeri Háczky család egy tekintélyes Győr-, Vas- és Zala vármegyei nemesi származású család.

## A család története

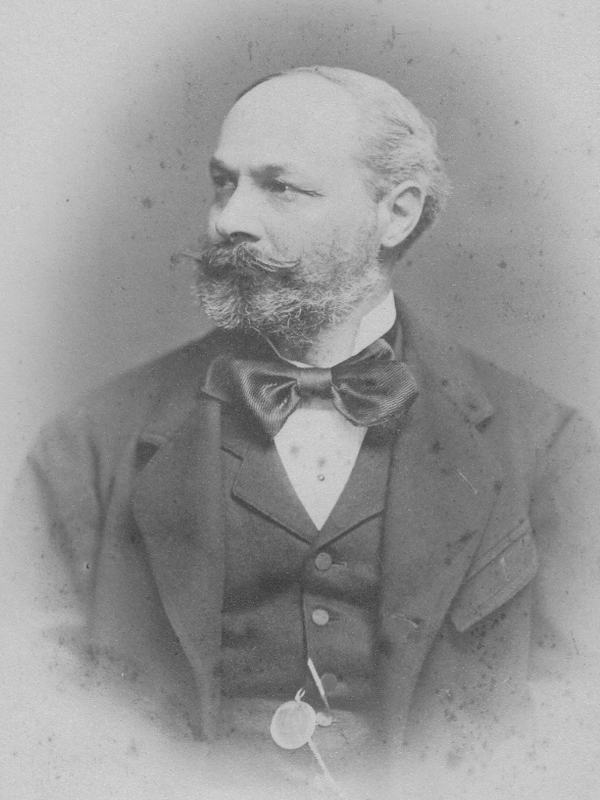
Csengeri Háczky Kálmán (1828–1904), 1848-as honvéd főhadnagy, országgyűlési képviselő, a "Zala Megyei Gazdasági Egyesület" elnöke, Zala vármegyei közigazgatási bizottság tagja, földbirtokos.

A család 1653. december 18-án szerzett nemesi adományt III. Ferdinánd magyar királytól; a Zemplén vármegyében lakó csengeri Haczky Miklós, felesége Szabó Mária, valamint gyermekei Háczky László, Háczky György, és Háczky Miklós fivérei, Háczky János, és Háczky György részesültek az adományban. Háczky Miklós és Szabó Mária unokája, idősebb csengeri Háczky Sámuel, akinek a házastársa bojári Vigyázó Éva Mária, Vigyázó Gergely és Gerencsér Éva leánya. Háczky Sámuel és Vigyázó Éva fiai: ifjabb Háczky Sámuel, Háczky László, és Háczky Ádám voltak.

### Sámuel ága
Idősebb Háczky Sámuel és Vigyázó Éva fia, ifjabb csengeri Háczky Sámuel, földbirtokos, aki a Szatmár vármegyei Csengerből Pápára költözött. 1744-ben Veszprém Vármegye nemeseinek összeírásakor nemességét igazolta, a megyétől nemesi bizonyítványt kapott. Veszprém Vármegye szolgabírája volt. Házasságot kötött niczki Niczky Judittal, akinek a szülei Niczky Ferenc, földbirtokos és palásti és keszihóczi Palásthy Mária voltak.
Háczky József (1741–1818) Vas vármegyei táblabíró, kemeneshőgyészi és magyargencsi földbirtokos, kétszer nősült meg: első felesége a nemesi salfai Szita Zsuzsanna (c.1741–1779), salfai Szita János (1715–1793), kemeneshőgyészi földbirtokos, és Divéky Katalin leánya, akit 1765. október 15.-én vett el Kemeneshőgyészen. Háczky Józsefnek Szita Zsuzsannától több gyermeke született, azonban csak csengeri Háczky Anna (1776–1871) érte el a felnőttkort. Háczky Anna 1795. március 19-én Kemeneshőgyészen férjhez ment a miskei és monostori Thassy család sarjához miskei és monostori Thassy Mihály (1767–1804) zalalövői földbirtokoshoz. Szita Zsuzsanna korai halála után Háczky József feleségül vette 1781. július 1-jén Nemesviden a vejének, Thassy Mihálynak a nővérét, miskei és monostori Thassy Rozália Borbála (1757–1812) kisasszonyt, akinek a szülei Thassy László (1728-1766), zalalövői földbirtokos, és dávodi Bakó Rozália voltak. Thassy László szülei Thassy Ferenc, zalai majd vasi és somogyi főügyész, valamint a vizeki Tallián család sarja, vizeki Tallián Borbála (1702-1781) asszony volt. E házasság révén, Thassy Ferenc főügyész, örökölt felesége felmenőinek a birtokrészeit Zalalövőn, és más zalai helyiségeken, hiszen nejének az apai nagyanyja, vizeki Tallián Gergelyné osztopáni Perneszy Julianna volt, a nagy múltra visszatekintő osztopáni Perneszy család sarja, osztopáni Perneszy István, a zalalövői vár főkapitányának a lánya.
Thassy Rozália (1757–1812) több gyermekkel áldotta meg Háczky József (1741–1818) Vas vármegyei táblabírót, akik tulajdonképpen tovább vitték az ő ágát: az egyik gyermekük Háczky Ferenc (1783–1861), táblabíró, földbirtokos, aki Zala megyei feleséget szerzett magának. Háczky Ferenc 1822. június 22-én Kemeneshőgyészen elvette a forintosházi Forintos család leszármazottját forintosházi Forintos Erzsébet Anna (1793–1834) örvegyasszonyt, akinek a szülei forintosházi Forintos Károly (1763–1834), táblabíró, földbirtokos, és gulácsi Farkas Anna Borbála (1770-1805) voltak; első férje az Ádám ágából származó csengeri Háczky Imre (1786–1821), kemeneshőgyészi földbirtokos volt. Forintos Erzsébet anyai dédszülei forintosházi Forintos Gábor (1723–1782), királyi tanácsos, Zala vármegye első alispánja, országgyűlési követe, táblabíró, jogász, birtokos és lomniczai Skerlecz Erzsébet (1732–1802) voltak. Háczky Ferenc sógora, forintosházi Forintos Károly (1795–1866), táblabíró, mihályfai birtokos, ellenzéki tag volt. Forintos Erzsébet korán hunyt el; Háczky Ferenc 1837. április 30-án Kemeneshőgyészen vette feleségül a 44 éves nemesi származású szladeoviczi Szladovits családnak a sarját, szladeoviczi Szladovics Erzsébet (1791–1839) özvegy-asszonyságot, aki alig két évvel később meghalt. Szladovics Erzsébet első férje, a boldogfai Farkas család sarja, boldogfai Farkas György (1788–1823), jogász, zélpusztai földbirtokos; a második férje, egyházasbüki Simon József (1775-1827) táblabíró, alibánfai földbirtokos volt. Háczky Ferenc földbirtokos jó barátságban volt kehidai Deák Antallal, Deák Ferenc testvérbátyjával, akivel gyakran levelezett. Háczky Ferenc és Forintos Erzsébet frigyéből két gyermek említésre méltó: csengeri Háczky Kálmán (1828–1904) 1848-as honvéd főhadnagy, országgyűlési képviselő a függetlenségi programmal, valamint csengeri Háczky Sándor (1832–1916), földbirtokos.
Háczky Kálmán (1828–1904), 1848-as honvéd főhadnagy, országgyűlési képviselő a függetlenségi programmal, fiatal korában az 1848–49-es forradalom és szabadságharc alatt 1848 júliusában beállt a honvédsereghez. Pápán beállt bonyhádi Perczel Mór seregébe. 1848. december 11-én hadnagy és zászlóalj segédtiszt, 1849. január 16-án főhadnagy a 60. (Somogy megyei) honvédzászlóaljnál, a drávai hadtestben, majd a Központi Mozgó Seregnél. 1849. február 11-én kérésére leszerelték. 1867.-étől a Vas megyei Honvédegylet tagja lett. Csabrendek környékén is terjedelmes birtokai voltak, Somlón szőlője egy négyszobás lakással és pincével amelyet, 1878-ban vásárolt és épített. Belekerült Zala vármegye politikai életébe: 1875-ben a zalaszentgróti kerület képviselővé választotta függetlenségi programmal, amelynek egész életén keresztül tántoríthatatlan híve maradt: 1884-től a Függetlenségi és Negyvennyolcas Párt nagy támogatója volt Zalában. Iszkázi Árvay István ügyvéd egyesületi elnök lemondása után 1883-től csengeri Háczky Kálmán földbirtokos a "Zala Megyei Gazdasági Egyesület" elnöke lett, melynek buzgó alapító tagja is volt. 1887. május 1.-jén felvetetett Zalaegerszegen az egyesület háza nagytermében a "szentiván-zalaegerszeg-alsólendva-csáktornyai" vasút útvonala megtervezése. Csengeri Háczky Kálmán, a zalaegerszeg-szentiváni helyiérdekű, vasútügyi érdekeltség végrehajtó bizottságának elnöke is lett. Idős korában, 70 évesen, 1898-ban mondott le a Gazdasági egyesület elnöki posztjáról, 16 év szorgalmas munkálkodás után. 1898. szeptember 25.-én az elnökét választotta meg az egyesület: hertelendi és vindornyalaki Hertelendy Ferenc földbirtokos követte Háczky Kálmánt. 1856. december 18-án Vámoscsaládon vette feleségül a római katolikus nagyalásonyi Barcza Anna Julianna (1836–1878) kisasszonyt, akinek a szülei nagyalásonyi Barcza Kristóf (1813–1884), földbirtokos, és alsószelestei Szelestey Julianna (1816–1845) voltak. Háczky Kálmánné Barcza Anna nagybátyja nagyalásonyi Barcza Sándor (1811–1885), Zala vármegye alispánja, földbirtokos volt.
Háczky Kálmán és nagyalásonyi Barcza Anna házasságából 5 gyermek született: Háczky Aranka (1857–1909), akinek a férje, nagyszigethi Szily Dezső (1841–1910), földbirtokos; ifjabb Háczky Kálmán (1858–1907), határ-rendőrségi felügyelő, földbirtokos. akinek a neje, a zalai nemesi egyházasbüki Dervarics családnak a sarja, egyházasbüki Dervarics Blanka Mária (1870–1961); Háczky Ilona (1860–1928), akinek a férje dukai és szentgyörgyvölgyi dr. Széll Ignác (1845–1914), Vas vármegyei alispán, belügy-miniszteri államtitkár, dr. Széll Kálmán miniszterelnök fivére; csengeri Háczky Gizella (1862–1937), akinek a férje baranyavári Baranyay Ödön (1858–1906), földbirtokos, megyebizottsági tag, akinek a szülei baranyavári Baranyay Elek (1830–1871), hahóti földbirtokos, és tubolyszegi Tuboly Terézia Mária (1836–1887) asszony voltak; valamint Háczky Anna Mária (1876–1896), akinek a férje, nemes Vaszary Béla (1869–1943), huszár főhadnagy. Vaszary Béla nagyapjának a rokona Vaszary Kolos esztergomi érsek volt; az anyakönyvezés bevezetésekor Magyarországon az utolsó kizárólag egyházi házasságot 1895. szeptember 30.-án délelőtt 11 órakor kötötték meg Vaszary Béla és Háczky Anna az Esztergomi bazilikában; az esketési szertartást Vaszary Kolos hercegprímás vezette.
Ifjabb csengeri Háczky Kálmán (1858–1907), katonai iskolát végzett, Kőszegen volt hadapród a lovasság 3, századában, majd Veszprémben is állomásozott mint huszár hadnagy. Apja politikai elfoglaltságai miatt leszerelt és haza költözött Csabrendekre a családja birtokait igazgatta. Ifjabb Háczky Kálmán feleségül vette az előkelő zalai római katolikus nemesi egyházasbüki Dervarics családnak a sarját, egyházasbüki Dervarics Blanka (1870–1961) kisasszonyt, akinek az apja egyházasbüki Dervarics Imre (1842–1910) földbirtokos, a Függetlenségi és Negyvennyolcas Párt keszthelyi kerületi elnöke, és egyben idősebb Háczky Kálmán jó barátja is volt. Háczky Kálmánné Dervarics Blanka több testvére között egyházasbüki Dervarics Ákos (1871–1947), ormandlaki földbirtokos, vármegye bizottsági tag, akinek a felesége, a Háczky család győri ágából való csengeri Háczky Valéria (1882–1924), csengeri Háczky Dénes és nagyribai Ribiánszky Anna lánya volt. Ifjabb Háczky Kálmánné egyházasbüki Dervarics Blanka apai nagyszülei idősebb egyházasbüki Dervarics Ákos (1816–1891), táblabíró, földbirtokos, a "Zalavármegyei Gazdasági Egyesület" tagja, valamint hertelendi és vindornyalaki Hertelendy Rozália (1822–1850) asszony voltak. Ifjabb Háczky Kálmán a nősülése után még pár évig Csabrendeken lakott, majd átköltözött Káptalanfára és kibérelte az Eszterházy birtokot. Apja halála után derült ki, hogy apja súlyos adósságot hagyott a családra, és ifjabb Háczky Kálmánnak nem sikerült a családi vagyont megmenteni. Az apai vagyon nagy részét eladta, Sopronba költöztek családjával és ott újra Határrendőrségi felügyelő lett.
Ifjabb Háczky Kálmán (1858–1907) és egyházasbüki Dervarics Blanka (1870–1961) frigyéből 5 gyermek született: ifjabb Háczky Kálmán (1898–1971), Háczky Elza, Háczky István (1896–1944) alezredes, valamint Háczky Blanka (1888–1971), akinek a férje a polgári származású szabadkai születésű vitéz Sümeghy Ferenc (1883–1915), a győri főreáliskolai matematika tanár, a 300. honvéd-gyalogezred hadnagya és századparancsnoka; vitéz Sümeghy Ferencnek az apja idősebb Sümeghy Ferenc 1879. június 13-án belügyminisztériumi engedélyt szerzett a "Smigura" eredeti vezetéknevét "Sümegi"-re változtatására.
Ifjabb Háczky Kálmán és Dervarics Blanka fia, aki a kiemelkedőbb életpályát futott be Háczky István (1896–1944) alezredes volt. Wienerneustadt-ban végzett mint Huszár hadnagy. Az első világháborúban a Császári és Királyi 3. Huszárezred 85. gyalogezred XVI. Menetzászlóalj 4. menetszázadában szolgált; megsebesült, majd Román fogságba esett. Megkapta a Vaskereszt kitüntetést. Felsőfokú Lovagló és Hajtó Tanár iskolát és több vegyesdandárnál tanított lovaglást és hajtást. 1944. október 6-án felderítés közben autójuk oldalról orosz sortüzet kapott. Elfogták őket és Orosháza felett Pusztaszenttornya községhazáján kivégezték két másik tisztel együtt. Háczky István alezredes 1937. október 9-én Budapesten feleségül vette hodosi Karátsony Erzsébet (1906–1976) kisasszonyt, akinek a szülei a református vallású hodosi Karátsony Dezső (1869–1911), takarékpénztári igazgató, rétei földbirtokos, és a római katolikus Bokros Mária (1875–†?) voltak. A Pozsony vármegyei nemesi származású család ha bár a 13. század óta szerepel a nemesi összeírásokban, 1904. december 4.-én I. Ferenc József magyar király hivatalosan adományozta a "hódosi" nemesi előnevet Karátsony Ferenc katonai lelkésznek, Karátsony János alügyésznek és Karátsony Dezső takarékpénztári tisztviselőnek. Karátsony Dezső szülei Karátsony Vida, rétei földbirtokos, és nemes Fadgyas Éva asszony voltak. Háczky Istvánné Karátsony Erzsébet egyetlen fivére hódosi Karátsony Árpád (1899–1947), vezérkari százados, rétei földbirtokos volt. Háczky István alezredes és Karátsony Erzsébet frigyéből két gyermek született: ifjabb Háczky István győri látszerész és Háczky Mária.
Háczky Kálmán és nagyalásonyi Barcza Anna fia csengeri Háczky Sándor (1832–1916), földbirtokos, az apja halála után ő gazdálkodott a magyargencsi és kemeneshőgyészi földbirtokon. Iszkázon 1860. június 4.-én feleségül vette nemes Papp Laurát (1840–1863), nemes Pap János, iszkázi földbirtokos, és Licsek Jozefa lányát. Háczky Sándornak Pap Laurától egy leánya származott: csengeri Háczky Laura (1861–1937). Háczky Sándor alapította a Kemenesaljai Hitel és Takarék Szövetkezetet Celldömölkön. Háczky Laura házasságot kötött a Vas vármegyei nemesi származású herényi Gothard Sándor országgyűlési képviselővel 1881-ben. Gothard Sándor és Háczky Laura házasságából Gothard Sándor és Gothard Egon fiai születtek. Gothard Egon, földbirtokos, magyargencsi lakos, 1917. november 26-án édesanyja nemességét, a "csengeri" nemesi előnevét IV. Károly magyar királytól szerezte meg adományként; egyben az uralkodó megengedte a "Háczky" vezetéknév használatát is.
Háczky Egon (1889–1946) szülei válása után Magyargencsre költözött anyjával a nagyapja kastélyába. A Magyargencsi Hangya Szövetkezet alapító elnöke volt, valamint a Pápai Cserkészek vezetője. Háczky Egon 1918. február 19-én Celldömölkön feleségül vette Király Sarolta Elvira "Sára" (1894–1980), kisasszonyt, akinek a szülei dr Király János, celldömölki orvos és kisberényi Meskó Erzsébet voltak. Háczky Egon és Király Sára házasságából nem lett gyermek.

### Ádám ága
Idősebb Háczky Sámuel és Vigyázó Éva fia, Háczky Ádám (1715–1751), veszprémi esküdt. Háczky Ádám elvette koronghi Lippich Borbálát, Lippich Sándor, és Tapler Krisztina lányát. Egyetlenegy gyermekük vitte tovább a családot: Háczky Dániel, aki Kemeneshőgyészen 1773. október 4-én kötött házasságot salfai Szita Katalin Erzsébet (1756–1825) kisasszonnyal, akinek a szülei salfai Szita János (1715–1793), kemeneshőgyészi földbirtokos, és Divéky Katalin voltak. Háczky Dánielnek Szita Katalin négy leány és egy fiúgyermeket adott; egyetlen fiúgyermeke csengeri Háczky Imre (1786–1821), kemeneshőgyészi földbirtokos, aki 1811. február 10-én Mihályfán vette el forintosházi Forintos Erzsébet Anna (1793–1834) kisasszonyt, akinek a szülei forintosházi Forintos Károly (1763–1834), táblabíró, földbirtokos, és gulácsi Farkas Anna Borbála (1770-1805) voltak; Háczky Imre halála után, Forintos Erzsébet férjhez ment a Sámuel ágából származó Háczky Ferenc (1783–1861), táblabíróhoz. Háczky Imre és Forintos Erzsébet 10 éves házassága alatt több gyermek született, azonban csak kettő érte el a felnőttkort: Háczky Dániel (1812–1883), sótárnok, valamint Háczky Franciska (1816–1844), akinek a férje, felsőeőri Nagy Lajos (1811–1852), ügyvéd, földbirtokos volt.
Háczky Dániel (1812–1883), sótárnok, Szombathelyen 1839. március 16.-án feleségül vette nemes Kiss Terézia (1822–1871) kisasszonyt. Házasságukból ha bár 11 gyermek született, csak hárman érték el a felnőttkort: Háczky Dénes (1851–1898), pénzügyi igazgatósági titkár, Háczky Ödön (1844–1903), Festetics György gróf gazdatisztje, valamint a hajadon csengeri Háczky Alojzia (1846–1904) kisasszony. Egyedül Háczky Dénes (1851–1898) vitte tovább a családot: Pápán 1880. február 2-án vette el nagyribai Ribiánszky Anna (1851–†?) kisasszonyt, nagyribai Ribiánszky János, fülei uradalmi ispán és Timár Alojzia lányát. Háczky Dénes és Ribiánszky Anna frigyéből született: Gröber Gézáné Háczky Izabella, Dervarics Ákosné Háczky Valéria (1885–1924), dr. Háczky Andor (1884–1942) és Háczky Ferenc (1890–1960). Háczky Valéria házasságot kötött egyházasbüki Dervarics Ákos (1871–1947) ormandlaki földbirtokossal, akinek az apja, egyházasbüki Dervarics Imre (1842–1910) földbirtokos, a Függetlenségi és Negyvennyolcas Párt keszthelyi kerületi elnöke volt. Háczky Andor jogot tanult és miniszteri tanácsos lett; felesége aranykúti Dorgó Mária, azonban házasságukból nem maradtak leszármazottjai. Háczky Ferenc (1890–1960), huszárkapitány, Komlóson 1936.-ban elvette botfalvi Both Etelka (1896–1987) úrleányt. Háczky Ferenc és Both Etelka házassága szintén gyermektelen maradt, és ezzel végül kihalt a Háczky család Ádám-féle ága.

## A Háczky család címere
A csengeri Háczky család címere leírása (1653. december 18.): Vörösben zöld földön kék dolmányos, kék nadrágos, sárga csizmás, fekete süveges magyar vitéz jobbjában görbe kardot tart, balját a kard hüvelyén nyugtatja. A sisakdísz: könyöklő kardot tartó páncélos kar. Takarók: kék-arany, vörös-ezüst.

## A Háczky család családfája
- A1 Sámuel. Felesége: Vigyázó Éva.
  - B1 Sámuel. Felesége, niczki Niczky Judit.
    - C1 József (*1741–†Kemeneshőgyész, 1818. december 17.), Vas vármegyei táblabíró, földbirtokos. 1. felesége: salfai Szita Zsuzsanna (*c.1741–†Kemeneshőgyész, 1779. október 9.). 2. felesége: miskei és monostori Thassy Rozália Borbála (*Nemesvid, 1757. március 9.–†Magyargencs, 1812. június 15.)
      - D1 Anna (1. házásságból) (*Kemeneshőgyész, 1776. május 14.–†Nemesvid, 1871. szeptember 19.). Férje, miskei és monostori Thassy Mihály (*Zalalövő, 1767. február 23.–†Nemesvid, 1804. március 7.) zalalövői földbirtokos.
      - D2 János (2. házásságból) (*Nemesvid, 1782. június 23.–†Zalalövő, 1815. november 14.), földbirtokos. Nőtlen.
      - D3 Ferenc (2. házásságból) (*Magyargencs, 1783. március 30.–†Magyargencs, 1861. november 19.), táblabíró, földbirtokos. 1. felesége: forintosházi Forintos Erzsébet Anna (*Káld, 1793. május 25.–†Magyargencs, 1834. május 15.). 2. felesége: szladeoviczi Szladovics Erzsébet (*Sitke, 1791. október 22.–†Magyargencs, 1839. március 15.).
        - E1 Erzsébet (1. házásságból) (*Magyargencs, 1823. március 15.–†Magyargencs, 1844. október 7.)
        - E2 Mária (1. házásságból) (*Magyargencs, 1824. augusztus 31.–†Magyargencs, 1829. január 19.)
        - E3 István (1. házásságból) (*Magyargencs, 1825. augusztus 8.–†Magyargencs, 1826. május 7.)
        - E4 Etelka (1. házásságból) (*Magyargencs, 1827. szeptember 23.–†Magyargencs, 1829. március 10.)
        - E5 Jusztina (1. házásságból) (*Magyargencs, 1826. szeptember 25.–†Magyargencs, 1842. szeptember 8.)
        - E6 Kálmán (1. házásságból) (*Magyargencs, 1828. szeptember 20. –†Zalaegerszeg, 1904. október 11.) 1848-as honvéd főhadnagy, országgyűlési képviselő a függetlenségi programmal, a "Zala Megyei Gazdasági Egyesület" elnöke 1883 és 1898 között, Zala vármegyei közigazgatási bizottság tagja, földbirtokos. Felesége: nagyalásonyi Barcza Anna Julianna (*Vámoscsalád, 1836. október 23.–†Csabrendek, 1878. január 6.)
          - F1 Aranka Julianna Franciska (*Uraiújfalu, 1857. október 2.–†Kaszaháza, 1909. szeptember 27.). Férje, nagyszigethi Szily Dezső Imre (*Izsák, 1841. július 23.–†Kaszaháza, 1910. január 10.).
          - F2 Kálmán Ferenc Kristóf (*Uraiújfalu, 1858. szeptember 11.–†Budapest, 1907. szeptember 21.), határrendőrségi felügyelő, földbirtokos. Felesége, egyházasbüki Dervarics Blanka Mária (*Kilimán, 1870. január 31.–†1961.)
            - G1 Blanka Ilona Anna Amália (*Csabrendek, 1888. június 24.–†Budapest,  1971. január 25.). Férje: vitéz Sümeghy Ferenc Adalbert (*Szabadka, 1883. április 8.–† 1915. április 15.), a győri főreáliskolai matematika tanár, a 300. honvéd-gyalogezred hadnagya és századparancsnoka.
            - G2 Erzsébet Mária „Elza”, (*Káptalanfa, 1889. november 19.–†1949. után)
            - G3. Sándor Dezső László, (*Káptalanfa, 1892. november 25.–†Káptalanfa, 1895. május 15.)
            - G4. Imre Kálmán Dezső, (*Káptalanfa, 1894. május 21.–†Káptalanfa, 1894. december 22.)
            - G5 István (*Káptalanfa, 1896. április 16.–†Orosháza, 1944. október 6.), alezredes. Felesége: hodosi Karátsony Erzsébet (*Réte, 1906. február 6.–†Győr, 1976. május 8.)
              - H1 Mária 	(*Debrecen, 1938. december 13.–†Győr, 2012. október 12.)
              - H2 István (*Debrecen, 1940. január 5. –†Győr, 2003. május 16.) győri látszerész. Felesége: Németh Mária.
                - I1 István
                - I2 Gábor Zoltán, győri látszerész.

            - G3 Kálmán (*Káptalanfa,1898, január 17.–†Budapest, 1971. július 25.). Felesége: Pintér Margit.
              - H1 Lujza (*Budapest, 1940. augusztus 4.–†Budapest, 2017.). Férje, Dobrocsi József

          - F3 Ilona Mária Erzsébet (*Uraiújfalu, 1860. január 18.–†Budapest, 1928. november 3.). Férje, dukai és szentgyörgyvölgyi dr. Széll Ignác (*Gasztony, Vas vármegye, 1845, augusztus 13.–†Szombathely, 1914. március 21.), Vas vármegyei alispán, belügyminiszteri államtitkár.
          - F4 Gizella Mária Terézia (*Uraiújfalu, 1862. január 27.–†Budapest, 1937. március 27.).[20] Férje: baranyavári Baranyay Ödön (*Pacsa, 1858. augusztus 1.–†Baja, 1906. május 5.), földbirtokos, megyebizottsági tag.
          - F5 Anna Mária Julianna (*Csabrendek, 1876. november 15. –†Zalaegerszeg, 1896. június 13.). Férje, nemes Vaszary Béla Rudolf (*Hegykő, Sopron vármegye, 1869. április 17.–†Szilsárkány, Győr, Moson és Pozsony k.e.e. vármegye, 1943. június 27.), huszár főhadnagy.

        - E7 Pál (1. házásságból) (*Magyargencs, 1830. február 18.–†Magyargencs, 1830. augusztus 3.)
        - E8 Sándor (1. házásságból) (*Magyargencs, 1832. március 12.–†Magyargencs, 1916. október 28.), földbirtokos. Felesége: nemes Papp Laura (*Iszkáz, 1840. május 13.–†Magyargencs, 1863. május 11.)
          - F1 Laura (*Magyargencs, 1861. december 10.–†Magyargencs, 1937. január 12.). Férje: herényi Gothard Sándor (*Herény, 1859. február 7.–†Herény, 1939. július 24.), országgyűlési képviselő, földbirtokos.
            - G1 Egon Ferenc János (*Magyargencs, 1889. június 22.–†1946), földbirtokos. Felesége: Király Sarolta Elvira "Sára" (*Celldömölk, 1894. január 26.–†Budapest, 1980. július 26.)

      - D4 Lázár (2. házásságból) (*Magyargencs, 1788. február 13.–†Magyargencs, 1820. augusztus 26.). Nőtlen.
      - D5 Gábor (2. házásságból) (*Magyargencs, 1791. március 23.–†Magyargencs, 1811. május 16.)
      - D6 László (2. házásságból) (*Magyargencs, 1794. február 21.–†Magyargencs, 1810. szeptember 6.)

  - B2 Ádám (*1715–†Kemeneshőgyész, 1751 október 7.), veszprémi esküdt. Felesége: koronghi Lippich Borbála.
    - C1 Dániel földbirtokos. Felesége: salfai Szita Katalin (*Magyargencs, 1756. február 3. –†Répceszemere, 1825. február 18.)
      - D1 Julianna (*Kemeneshőgyész, 1778. január 26.–†Somlószőllős, 1859. február 27.). Férje. óhídi Szigethy Ignác (*1769–†Kemeneshőgyész, 1823. július 3.), földbirtokos
      - D2 Rozália (*Kemeneshőgyész, 1780. március 17.–†?). Férje, nemes Szabó Péter, zalai esküdt.
      - D3 Mária (*Kemeneshőgyész, 1782. szeptember 15.–†Kemeneshőgyész, 1783. október 20.)
      - D4 Zsuzsanna (*Kemeneshőgyész, 1784. április 3.–†?). 1. férje, niczi Niczky Ferenc (*Nick, 1756. június 9.–†Nick, 1810. január 20.). 2. férje: nemes Simon László (*Répceszemere, 1775. január 11.–†Kőszeg, 1831. január 28.), Sopron vármegyei táblabíró, kerületi táblai ülnök, földbirtokos.
      - D5 Imre (*Kemeneshőgyész, 1786. november 7.–†Kemeneshőgyész, 1821. december 30.) földbirtokos. Felesége: forintosházi Forintos Erzsébet Anna (*Káld, 1793. május 25.–†Magyargencs, 1834. május 15.).
        - E1 Dániel Ignác Károly (*Kemeneshőgyész, 1812. július 24.–†Győr, 1883. február 15.), sótárnok. Felesége: nemes Kiss Terézia (*–†Győr, 1871. május 20.).
          - F1 Irén Mária (*Kemeneshőgyész, 1840. június 18.–†Kemeneshőgyész, 1853. július 9.)
          - F2 Elek Árpád (*Kemeneshőgyész, 1841. szeptember 16.–†Kemeneshőgyész, 1858. március 25.)
          - F3 Karolina Dorottya (*Kemeneshőgyész, 1843. február 6.–†Kemeneshőgyész, 1846. február 13.)
          - F4 Ödön Miklós József (*Kemeneshőgyész, 1844. június 7.–†Győr, 1903. június 7.), Festetics György gróf gazdatisztje. Nőtlen.
          - F5 Terézia Ludovika "Alojzia" (*Kemeneshőgyész, 1846. január 5.–†Győr, 1904. november 5.). Hajadon.
          - F6 Lajos Vince (*Kemeneshőgyész, 1847. január 21.–†Kemeneshőgyész, 1848. február 12.)
          - F7 Vilma Krisztina (*Kemeneshőgyész, 1850. június 26.–†Kemeneshőgyész, 1851. április 12.)
          - F8 Ágoston Dénes (*Kemeneshőgyész, 1851. augusztus 28. –†Győr, 1898. január 30.), pénzügyi igazgatósági titkár. Felesége: nagyribai Ribiánszky Anna.
            - G1 Izabella Terézia (*Győr, 1880. december 27.–†?). Férje, Gröber Géza.
            - G2 Valéria Anna (*Győr, 1882. július 29.–†Ormándlak, 1924. május 4.). Férje: egyházasbüki Dervarics Ákos Imre József (*Kilimán, 1871. március 19.–†Pacsa, 1947. november 23.), ormandlaki földbirtokos, vármegye bizottsági tag.
            - G3 Andor Béla Géza (*Győr, 1884. február 14.–†1937. március 18.), miniszteri tanácsos. Felesége: aranykúti Dorgó Mária
            - G4 Ferenc Sándor (*Győr, 1890. június 24.–†Budapest, 1960. május 1.), huszárkapitány. Felesége: botfalvi Both Etelka (*–†Budapest, 1983. június 29.)

          - F9 Irén (*Kemeneshőgyész, 1858. április 21.–†Kemeneshőgyész, 1858. április 22.)
          - F10 Karolina (*Kemeneshőgyész, 1858. április 21.–†Kemeneshőgyész, 1858. április 22.)

        - E2 Mária (*Kemeneshőgyész, 1815. február 25.–†Kemeneshőgyész, 1815. május 8.)
        - E3 Franciska (*Kemeneshőgyész, 1816. december 27.–†Kőszeg, 1844. augusztus 15.). Férje: felsőeőri Nagy Lajos Emmanuel (*Sárvár, 1811. augusztus 27.–†Kőszeg, 1852. december 16.), ügyvéd.
        - E4 Károly (*Kemeneshőgyész, 1819. május 17.–†Kemeneshőgyész, 1820. szeptember 17.)
        - E5 Ignác (*Kemeneshőgyész, 1820. július 28.–†Kemeneshőgyész, 1822. április 9.)

      - D6 Klára (*Kemeneshőgyész, 1789. augusztus 21.–†?). Férje: táplánfai Polányi Ferenc (*Táplánfa, 1772. szeptember 26.–†?).